# Championnats du monde de course en montagne 2019
Navigation
2018 2022
Les Championnats du monde de course en montagne 2019 sont une compétition de course en montagne qui se déroule le 15 novembre 2019 à Villa La Angostura en Patagonie argentine. Il s'agit de la trente-cinquième édition de l'épreuve qui est organisée conjointement avec les championnats du monde de course en montagne longue distance 2019 se déroulant le lendemain.

## Faits marquants
Annoncés comme grands favoris au vu de leurs résultats les années précédentes, les athlètes ougandais ne sont pas présents car ils n'ont pas pu obtenir de visa. La délégation kényane est également absente pour les mêmes raisons. Lucy Wambui Murigi ne peut donc pas défendre son titre.

## Résultats
La course junior s'effectue sous la pluie et sur un parcours légèrement modifié à 7 km en raison du mauvais temps. Chez les hommes, le champion d'Europe 2019 Joseph Dugdale s'impose devant le Turc Sebih Bahar. L'Italienne Angela Mattevi s'impose aisément dans la course féminine.
Profitant de l'absence des Africains, l'Américain Joseph Gray prend les commandes de la course masculine senior sur le parcours de 14 km. Il n'est talonné que par l'Italien Cesare Maestri. Un petit groupe composé de coureurs tchèques et britanniques les suit. Parmi eux, Andrew Douglas chute dans le passage à gué et perd de précieuses secondes. Joseph s'impose aisément et remporte son second titre. Cesare Maestri s'empare de l'argent et le Tchèque Marek Chrascina du bronze. La République tchèque remporte le classement par équipes devant les États-Unis et l'Italie.
Dans la course féminine senior, l'Américaine Grayson Murphy mène la course en tête et remporte son premier titre de championne du monde juste après avoir décroché le titre national. La Française Élise Poncet la suit et remporte la médaille d'argent. Le podium est complété par la Britannique Philippa Williams. La France s'impose au classement par équipes devant la République tchèque et le Royaume-Uni.

### Seniors

#### Courses individuelles
| Rang               | Athlète           | Pays        | Temps          |
| ------------------ | ----------------- | ----------- | -------------- |
| Médaille d'or      | Joseph Gray       | États-Unis  | 1 h 5 min 13 s |
| Médaille d'argent  | Cesare Maestri    | Italie      | 1 h 5 min 21 s |
| Médaille de bronze | Marek Chrascina   | Tchéquie    | 1 h 5 min 57 s |
| 4                  | Jan Janů          | Tchéquie    | 1 h 6 min 0 s  |
| 5                  | Alexandre Fine    | France      | 1 h 6 min 7 s  |
| 6                  | Manuel Innerhofer | Autriche    | 1 h 6 min 15 s |
| 7                  | Andrew Douglas    | Royaume-Uni | 1 h 6 min 22 s |
| 8                  | Jacob Adkin       | Royaume-Uni | 1 h 6 min 33 s |

| Rang               | Athlète                          | Pays        | Temps           |
| ------------------ | -------------------------------- | ----------- | --------------- |
| Médaille d'or      | Grayson Murphy                   | États-Unis  | 1 h 15 min 20 s |
| Médaille d'argent  | Élise Poncet                     | France      | 1 h 15 min 41 s |
| Médaille de bronze | Phillipa Williams                | Royaume-Uni | 1 h 16 min 45 s |
| 4                  | Adéla Stránská                   | Tchéquie    | 1 h 17 min 53 s |
| 5                  | Lizaida Thalía Valdivia Magariño | Pérou       | 1 h 18 min 10 s |
| 6                  | Christel Dewalle                 | France      | 1 h 18 min 16 s |
| 7                  | Anaïs Sabrié                     | France      | 1 h 18 min 30 s |
| 8                  | Elisa Sortini                    | Italie      | 1 h 18 min 57 s |

#### Courses par équipes
| Rang               | Pays                                                                                      | Points |
| ------------------ | ----------------------------------------------------------------------------------------- | ------ |
| Médaille d'or      | Tchéquie Marek Chrascina (3e) Jan Janů (4e) Jáchym Kovář (10e) Tomáš Lichý (25e)          | 17     |
| Médaille d'argent  | États-Unis Joseph Gray (1er) David Sinclair (12e) Andy Wacker (21e) Seth DeMoor (31e)     | 34     |
| Médaille de bronze | Italie Cesare Maestri (2e) Xavier Chevrier (9e) Alex Baldaccini (24e) Nadir Cavagna (30e) | 35     |

| Rang               | Pays | Points |
| ------------------ | --- | ------ |
| Médaille d'or      | France Élise Poncet (2e) Christel Dewalle (6e) Anaïs Sabrié (7e) Mathilde Sagnes (22e)                          | 15     |
| Médaille d'argent  | Tchéquie Adéla Stránská (4e) Tereza Hrochová (10e) Pavla Schorná-Matyášová (11e) Hana Švestková Stružková (32e) | 25     |
| Médaille de bronze | Royaume-Uni Philippa Williams (3e) Emily Collinge (9e) Sarah Tunstall (19e) Heidi Davies (25e)                  | 31     |

### Juniors

#### Courses individuelles
| Rang               | Athlète               | Pays        | Temps       |
| ------------------ | --------------------- | ----------- | ----------- |
| Médaille d'or      | Joseph Dugdale        | Royaume-Uni | 32 min 44 s |
| Médaille d'argent  | Sebih Bahar           | Turquie     | 32 min 50 s |
| Médaille de bronze | Yael Paniagua Morales | Mexique     | 32 min 52 s |

| Rang               | Athlète            | Pays     | Temps       |
| ------------------ | ------------------ | -------- | ----------- |
| Médaille d'or      | Angela Mattevi     | Italie   | 37 min 12 s |
| Médaille d'argent  | Barbora Havlíčková | Tchéquie | 37 min 56 s |
| Médaille de bronze | Jade Rodriguez     | France   | 38 min 48 s |

#### Courses par équipes
| Rang               | Pays                                                                                       | Points |
| ------------------ | ------------------------------------------------------------------------------------------ | ------ |
| Médaille d'or      | Royaume-Uni Joseph Dugdale (1er) Matthew Mackay (4e) Matthew Knowles (5e) Joe Hudson (12e) | 10     |
| Médaille d'argent  | Turquie Sebih Bahar (2e) Sinan Aksoy (11e) Samet Demir (16e) Mahsun Değer (34e)            | 29     |
| Médaille de bronze | Italie Marco Zoldan (10e) Luca Merli (13e) Massimiliano Berti (15e) Giacomo Bruno (25e)    | 38     |

| Rang               | Pays | Points |
| ------------------ | --- | ------ |
| Médaille d'or      | Italie Angela Mattevi (1re) Giovanna Selva (7e) Anna Arnaudo (9e) Elisa Pastorelli (19e)                | 17     |
| Médaille d'argent  | Turquie Ruken Tek (5e) Dilek Öztürk (10e) Ezgi Kaya (11e) Semanur Kanat (26e)                           | 26     |
| Médaille de bronze | Tchéquie Barbora Havlíčková (2e) Alena Matějáková (4e) Anežka Ševčíková (21e) Gabriela Veigertová (22e) | 27     |